# Ansemil (Orense)
Ansemil (llamada oficialmente Santa María de Ansemil) es una parroquia y una aldea del municipio español de Celanova, en la provincia de Orense, Galicia.

## Organización territorial
La parroquia está formada por seis entidades de población:
- Ansemil (Barrio)
- Caseta Ansemil (Caseta)
- Feal (Feal de Ansemil)
- Lama de Arriba (A Lama de Arriba)(Lama de Riba)
- Lama de Abaixo (A Lama de Abaixo)
- Sambades

## Demografía

### Parroquia
| Gráfica de evolución demográfica de Ansemil (parroquia) entre 2000 y 2022 |
|                                                                           |
| Datos según el nomenclátor publicado por el INE.                          |

### Aldea
| Gráfica de evolución demográfica de Ansemil (aldea) entre 2000 y 2022 |
|                                                                       |
| Datos según el nomenclátor publicado por el INE.                      |